# Isole Slate

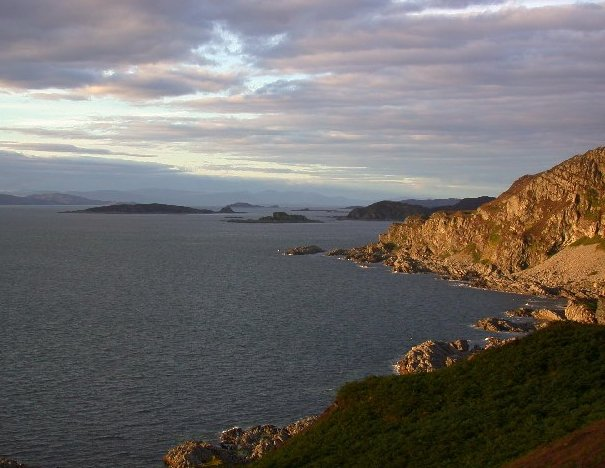
Na h- Urrachann, isola di Scarba, vesta verso nord verso le isole Slate

Le isole Slate sono un gruppo di isole delle Ebridi Interne, che si trovano al largo della costa occidentale della Scozia, a nord di Jura e a sud-ovest di Oban. Le isole principali sono Seil, Easdale, Luing, Lunga, Shuna, Torsa e Belnahua. Scarba e Kerrera, che si trovano nelle vicinanze, non sono di solito incluse.
La geologia delle isole è costituita da ardesia dalradiana, che è stata estratta in grandi quantità fino alla metà del XX secolo. Le opere di escavazione iniziarono nel 1630 e all'inizio del XX secolo dalle cave venivano estratte circa 8 milioni di lastre ogni anno. Eilean-a-beithich ("isola delle betulle") era un tempo un'isola delle Slate, situata nel Easdale Sound, ma fu escavata fino a 76 metri sotto il livello del mare finché fuori dalle acque non rimase solo la cima dell'isola. L'isoletta fu infine spazzata via dal mare e oggi rimangono solo pochi segni visibili di essa.
Le Garvellachs si trovano immediatamente a sud-ovest delle Slate.